# Laura Chimenti
 Laura Chimenti (n. 25 februarie 1976, Roma, Italia) este o jurnalistă italiană.